# Кейп Пойнт
Кейп Пойнт (на английски: Cape Point) е географски нос в най-югозападната част на крайбрежието на Република Южна Африка и на целия Африкански континент. Намира се в непосредствена близост до по-известния нос Добра надежда.
За полуостров Кейп, в северния край на който са разположени град Кейптаун и Плоската планина, Кейп Пойнт е най-югоизточната точка на полуострова. За залива Фолс Бей, който се огражда от запад от Полуостров Кейп, Кейп Пойнт е най-югозападната точка.
Въпреки че по исторически причини двата носа – Кейп Пойнт и Добра надежда, са по-известни и по-посещавани, не там се намира най-южната точка на Африка, а на Иглен нос – географски нос, намиращ се на приблизително 150 км юг-югоизток.

## Фарове на Кейп Пойнт
Кейп Пойнт представлява скалиста форма на релефа от пясъчници, стръмно издигаща се над водната повърхност. Върхът, който се образува, е доста по-висок от върха, който се образува на съседния нос Добра надежда. На върха е построен старият фар и малко под него достига фуникулерът „Летящият холандец“, който се движи по билото успоредно на прокараната стръмна пешеходна пътека. Малко стълбище води до площадка за наблюдение в основата на фара. От фара надолу към най-южната точка на носа се спуска пътека, която стига надолу до 87 метра над надморското равнище, където е построен нов фар.
Причините да бъде построен този нов, по-ниско разположен фар били две: старият фар, разположен на 34°21′14″ ю. ш. 18°29′25″ и. д. / 34.353889° ю. ш. 18.490278° и. д., бил забелязван твърде „рано“ от корабите, които трябвало да заобиколят носа и да продължат на изток, а от друга страна, в условия на мъгла на тази височина фарът често оставал невидим. Точно това се случило с португалския лайнер „Лузитания“, който корабокрушира малко на юг от Кейп Пойнт в скалата Белоус Рок на 18 април 1911 година, което довело и до решението за поставяне на нов фар в ниската част на носа.
Новият фар с координати 34°21′26″ ю. ш. 18°29′49″ и. д. / 34.357222° ю. ш. 18.496944° и. д. е така разположен, че да не може да бъде видян откъм запад от кораб, който не се е придвижил на достатъчно безопасно разстояние на юг от носа. Новият фар на Кейп Пойнт излъчва най-мощния светлинен сигнал от фар, намиращ се на южноафриканското крайбрежие и има обхват от 101 km и интензитет от 10 мегакандели на всяко просветване.
- Старият фар на върха на Кейп Пойнт
- Новият фар, погледнат отгоре

## Природа
Териториално Кейп Пойнт попада в чертите на Национален парк „Тейбъл Маунтин“ в участък от парка, който заема целия южен край на полуостров Кейп и около 20% от общата му площ. В този участък паркът е див, незасегнат от човешка дейност и представлява орнитологично важно място за морски птици. Растителността се състои основно от характерния фейнбос, виреещ върху песъчливата почва на Полуострова.
Кейп Пойнт често погрешно се смята за мястото, където се срещат двата океана – студеното Бенгуелско течение от Атлантическия океан и топлото течение Агуляс от Индийския. В действителност тази граница е променлива и представлява широка около 150 км зона между Кейп Пойнт и най-южната точка на Африканския континент, Иглен нос, и не се изразява във видим, ясно очертан предел. Изразява се обаче в периодични локални течения, и силни и опасни мъртви вълнения и отливи, които наред с релефа за допринесли за лошата слава на тази част на африканското крайбрежие като място на огромен брой корабокрушения през столетията на корабоплаване.
Разкриващият се на изток от Кейп Пойнт залив Фолс бей е известен с наличието на големи бели акули и южноафрикански морски мечки (вид ушати тюлени). На север от Кейп Пойнт по крайбрежието на Фолс Бей е разположен малкия залив Болдърс Бей, прочут с естествено обитаващата го колония от африкански пингвини.
Кейп Пойнт е и станция от Глобалната система за наблюдение на атмосферата. В ранните години на 20 век от Кейп Пойнт понякога са наблюдавани айсберзи, откъснали се от Антарктика, но такива в съвремието не са наблюдавани, което някои климатолози отдават на глобалното затопляне.